# Jerguš Pecháč
Jerguš Pecháč est un joueur d'échecs slovaque né le 31 octobre 2001.
Au 1er novembre 2021, il est le deuxième joueur slovaque avec un classement Elo de 2 562 points.

## Biographie et carrière
Jerguš Pecháč a remporté  la médaille d'argent championnat d'Europe d'échecs de la jeunesse en 2012 dans la catégorie des moins de 12 ans
Maître international depuis 2017, il a obtenu le titre de grand maître international en 2019.
Il participe au Championnat d'Europe d'échecs des nations en 2019 et 2021.
Lors des sélections pour la Coupe du monde d'échecs 2021 qui avaient lieu sur internet, Jerguš Pecháč attira l'attention des observateurs par un acte de fair-play. Il était opposé à l'Israélien Boris Guelfand. Les deux premières parties lentes finirent par l'égalité (1-1), la première partie rapide de départage également. Lors de la deuxième partie rapide, Guelfand laissa sa Dame en prise et Jerguš Pecháč répondit en proposant la nulle à son adversaire. Il remporta le match lors du départage en « mort subite » (Armageddon).
Lors de la Coupe du monde d'échecs 2021, Jerguš Pecháč fut battu au premier tour par le Brésilien Alexandr Fier après deux parties classiques et quatre parties rapides de départage (2,5 à 3,5). Lors de la Coupe du monde d'échecs 2023, il est éliminé au deuxième tour par le Russe Vladimir Fedosseïev.
| Année | Lieu   | Résultat      | Ultime adversaire   | Adversaires battus |
| ----- | ------ | ------------- | ------------------- | ------------------ |
| 2021  | Sotchi | premier tour  | Alexandr Fier       |                    |
| 2023  | Bakou  | deuxième tour | Vladimir Fedosseïev | Mark Paragua       |